# Наталенки (Семёновский район)
Наталенки (укр. Наталенки) — село, Оболонский сельский совет, Семёновский район, Полтавская область, Украина.
Население по переписи 2001 года составляло 125 человек.

## Географическое положение
Село Наталенки находится на правом берегу реки Кривая Руда, выше по течению примыкает село Оболонь, ниже по течению на расстоянии в 4,5 км расположено село Ивановка. Около села расположено большое озеро Солёное.

## История
Присутствует на карте 1812 года как Наталенков